# Рівер Плейт Пуерто-Рико
СК «Рівер Плейт Пуерто-Рико» (ісп. Club Atlético River Plate Puerto Rico) — пуерто-риканський футбольний клуб з Фахардо, заснований у 2007 році. Виступає в PRSL. Домашні матчі приймає на стадіоні «Піста Атлетика Пунісипаль», місткістю 12 500 глядачів.
Є фарм-клубом аргентинського «Рівер Плейт».

## Досягнення
- PRSL
  - Чемпіон Supercopa DirecTV: 2010
  - League Champions: 2009
  - Фіналіст: 2008
- Copa Monteplata: 2009
- Liga Premier: 2007